# 사파르
사파르(아랍어: صفر)는 이슬람력에서 두 번째 달의 이름이다.

## 시간
| AH   | 첫 날 (CE/AD)    | 마지막 날 (CE/AD) |
| ---- | ---------------- | ----------------- |
| 1439 | 2017년 10월 21일 | 2017년 11월 18일  |
| 1440 | 2018년 10월 10일 | 02018년 11월 8일  |
| 1441 | 2019년 9월 30일  | 2019년 10월 28일  |
| 1442 | 2020년 9월 18일  | 2020년 10월 16일  |
| 1443 | 02021년 9월 8일  | 02021년 10월 6일  |
| 1444 | 2022년 8월 28일  | 2022년 9월 26일   |